# Pierre Jauréguy
Pierre Jauréguy (ur. 28 maja 1891 w Ostabat-Asme, zm. 26 lipca 1931) – francuski rugbysta grający na pozycji skrzydłowego ataku, mistrz Francji w 1912 roku, reprezentant kraju.
Z wykształcenia był weterynarzem, służył także jako major w piechocie.
Jego bratem był Adolphe Jauréguy – rugbysta, reprezentant kraju i medalista olimpijski.

## Kariera sportowa
W trakcie kariery sportowej reprezentował klub Stade Toulousain, z którym zdobył tytuł mistrza Francji w 1912 roku. Grał przede wszystkim jako skrzydłowy, choć pojawiał się także na środku ataku.
Wystąpił łącznie w czterech spotkaniach francuskiej reprezentacji – trzech w ramach Pucharu Pięciu Narodów 1913 oraz testmeczu z Południową Afryką.